# Luxiaria
Luxiaria là một chi bướm đêm thuộc họ Geometridae.

## Các loài tiêu biểu
- Luxiaria amasa (Butler, 1878)
- Luxiaria mitorrhaphes Prout, 1925